# Fortaleza de Belixe
A Fortaleza de Belixe, igualmente conhecida como Fortaleza de Beliche, e oficialmente denominada de Forte de Santo António de Belixe, é um monumento militar no Cabo de São Vicente, junto à vila de Sagres, no município de Vila do Bispo, na região do Algarve, em Portugal.
Foi construída em data desconhecida, embora já existisse no século XVI. Foi parcialmente destruída pela armada do corsário Francis Drake em 1587, reconstruído no século XVII, e muito danificado pelo Sismo de 1755. Na década de 1960, foi restaurada e convertido numa pousada.
A Fortaleza do Belixe está classificada como Imóvel de Interesse Público desde 1957.

## Descrição
O forte está implantado no topo de uma falésia, a cerca de 86 m de altura em relação ao nível médio do oceano, num local que permite dominar a baía de Belixe. Este ponto era considerado de grande importância militar, por estar situado junto aos promontórios que dividem as costas Sul e Oeste de Portugal. Apresenta uma arquitectura militar típica do seu presumível período de construção, no estilo maneirista, tendo uma planta em forma de polígono estrelado, formado por um baluarte angulado no centro, de onde saem dois panos de muralhas, possuindo duas baterias viradas para o oceano. Tem uma segunda cortina no seu interior, que servia para defender uma escadaria até à praia, que era utilizada para transportar os mantimentos e outras mercadorias, caso a fortaleza fosse cercada por terra. A entrada, situada junto ao baluarte central, tem um arco de volta perfeita, e no topo está uma pedra esculpida, apresentando as armas do segundo Conde do Prado, e a inscrição «Reedificou esta fortaleza, dedicada a Santo António, Dom Luís de Sousa, Conde de Prado, governando este Reino. Ano de 1632». No interior, tinha originalmente vários compartimentos anexos à muralha, formando desta forma um espaço aberto no centro, que podia ser utilizado em manobras militares. Estes espaços incluíam arrecadações, camaratas, um paiol e outras funções. Posteriormente foi construído um restaurante, também adossado à muralha.

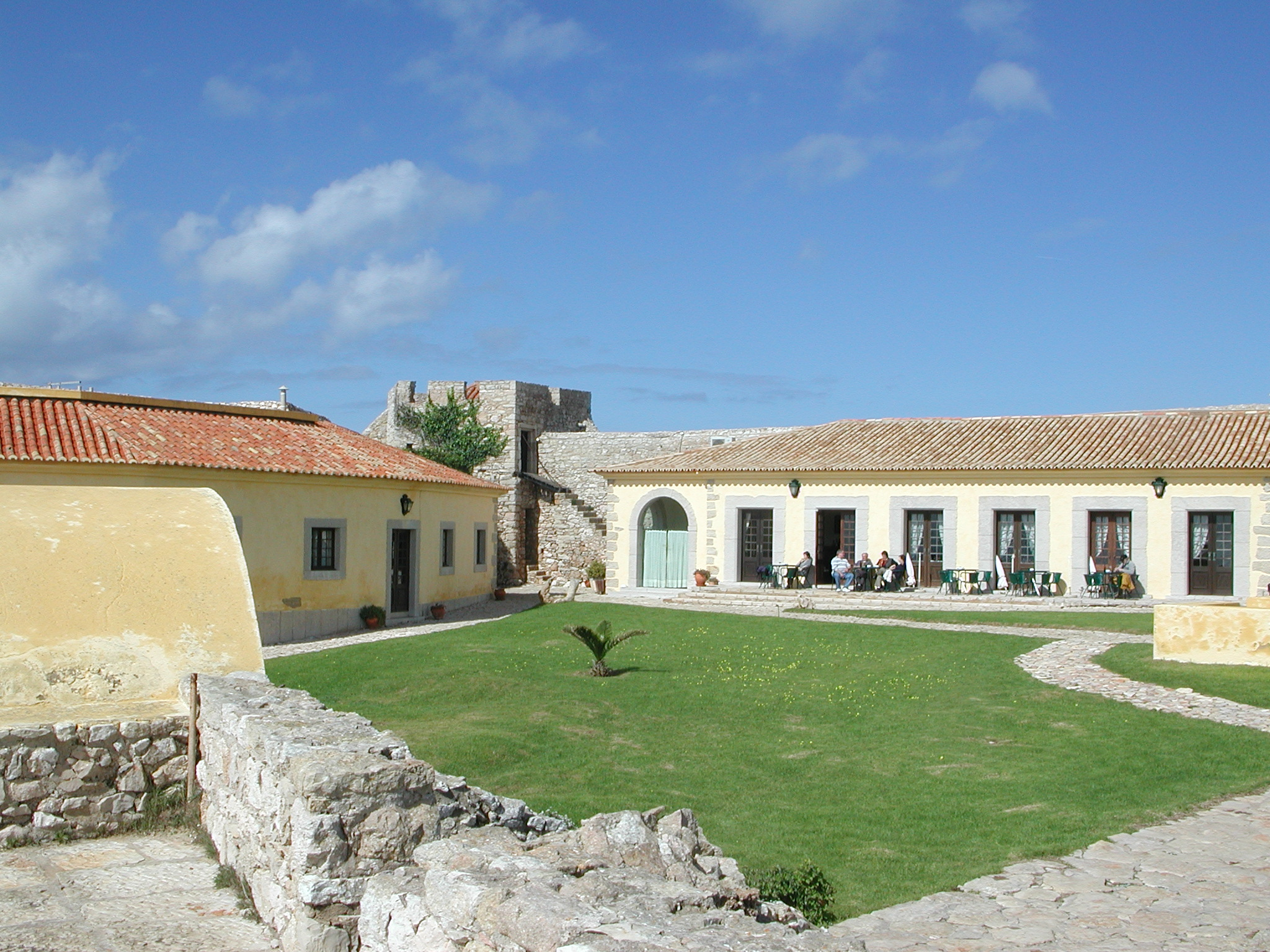
Interior da fortaleza, em 2004.

No interior destaca-se a capela, originalmente estava dedicada a Santa Catarina mas que depois foi reconsagrada a Santo António. O edifício está situado num dos pontos extremos do forte, adossado à muralha, e tem uma planta centralizada, com uma nave quadrangular rematada por cúpula, e uma pequena capela-mor. A capela tinha originalmente um retábulo barroco em talha dourada, que foi transladado para a Igreja de Nossa Senhora da Graça, na Fortaleza de Sagres. As suas fachadas não possuem embasamento, e no lado principal situa-se a única abertura, correspondendo à porta. É um dos principais elementos da fortaleza a sofrerem os efeitos da erosão do solo, tendo algumas partes estremas chegado a ficar suspensas devido à derrocada da falésia onde se inseriam.

## História

### Antecedentes e construção
De acordo com a obra Relação da derrota naval, façanhas, e successos dos cruzados que partirão do Escalda para a Terra Santa no anno de 1189, publicada em 1844 pelo historiador Silva Lopes, a ocupação humana no cabo de Belixe poderá ser anterior à construção da fortaleza. Segundo um manuscrito sobre a primeira conquista de Silves, em 1189, nessa altura várias outras fortificações na região também passaram para a coroa portuguesa, incluindo uma denominada de Carphanabal. Silva Lopes chamou a atenção para a similitude entre este termo e a palavra terçanabal, que surge numa carta escrita pelo Infante Dom Henrique, datada de 19 de Setembro de 1460, onde este declara que tinha fundado a sua villa «no outro cabo que antes do dito cabo de Sagres está aos que vem do ponente para levante, que se chama terça naball». Silva Lopes interpretou esta descrição como pertencendo ao promontório de Belixe, avançando desta forma a teoria de que no local poderia ter estado situada a antiga fortificação referida no documento sobre a conquista de Silves. Referiu ainda que na enseada a Este de Belixe tinham sido encontrados restos de dois fornos de telha e de vários edifícios, podendo um destes ter sido uma igreja dedicada a Santa Catarina, nome pelo qual era conhecido o local. Segundo a tradição popular, a imagem que se situava na capela da Fortaleza de Belixe tinha sido colocada ali pelos marítimos, pelo que poderá ter estado originalmente no suposto templo arruinado.

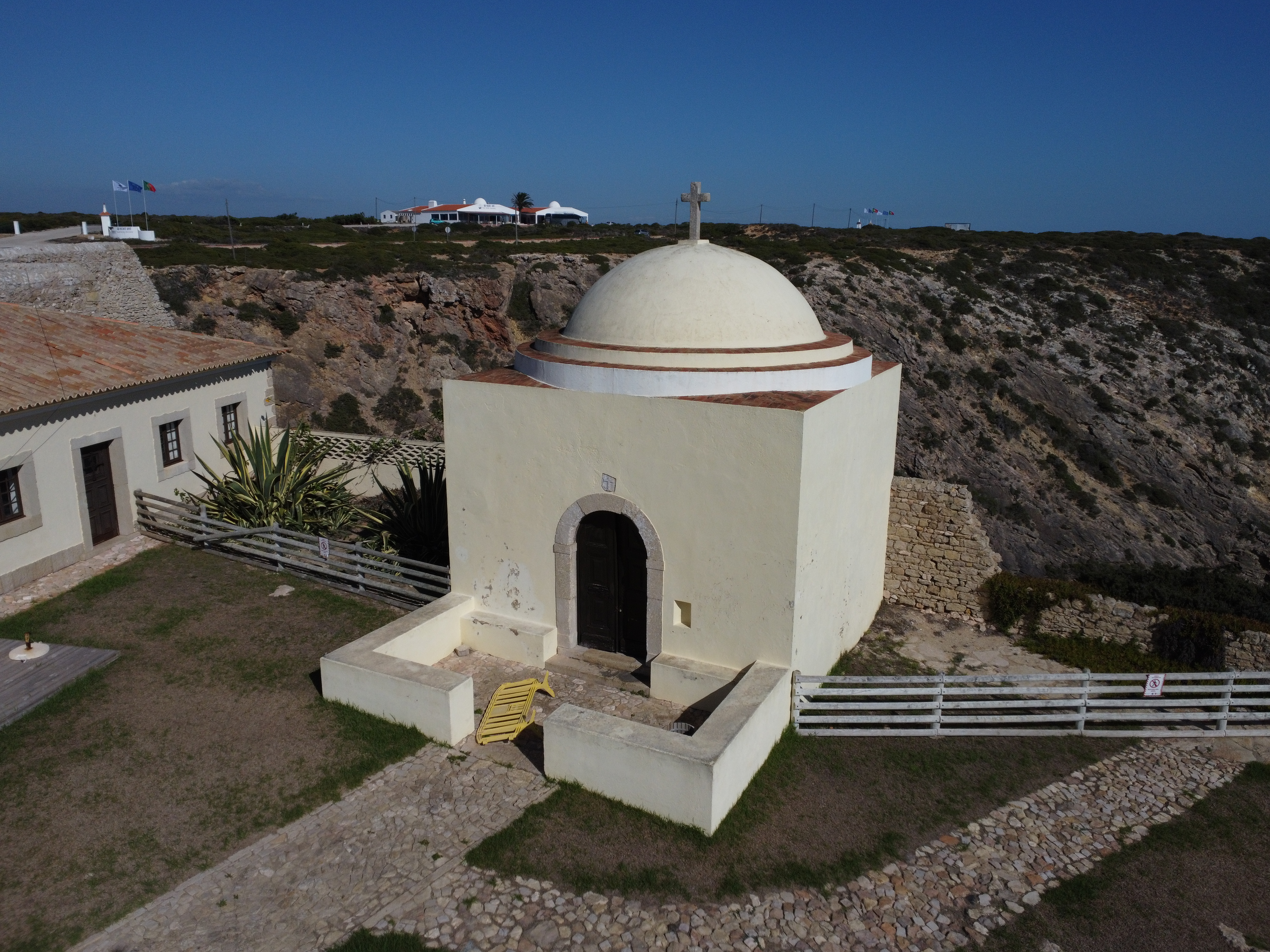
Pormenor da capela.

A fortaleza foi construída em data desconhecida, embora já existisse no século XVI, uma vez que possuía um escudo de armas do rei D. Sebastião. Avançou-se a teoria de que foi edificado por ordem do rei D. João III ou D. Manuel, tendo este último passado pelo Cabo de São Vicente na transição para o século XVI. Existem registos da presença de uma armação de atum na zona, também conhecida como Beliche, em 1529 e 1531, sendo a sua defesa a principal função do forte, uma vez que os pescadores que ali operavam estavam expostos aos ataques de piratas, oriundos principalmente do Norte de África. Servia igualmente como apoio do sistema defensivo costeiro, principalmente a Fortaleza de Sagres, e para controlar aquela faixa da costa, que era um importante ancoradouro. Com efeito, a baía de Belixe tinha três locais para desembarque: as praias de Belixe e do Tonel, e o sítio da Polé, situado por debaixo da fortaleza. Nos princípios da centúria, o Bispo do Algarve, D. Fernando Coutinho, que foi um dos principais impulsionares do convento no cabo de São Vicente, teria ordenado a construção de um muro para proteger aquele edifício, que se iniciava na Fortaleza de Belixe e terminava um local na costa a Norte conhecido como Armação Nova.
Em 1587 o forte ficou muito danificado durante um ataque da frota do corsário britânico Francis Drake, mas só foi reconstruída na década de 1630, já durante o domínio filipino, no âmbito de um programa de reforço defensivo da costa Sudoeste, que era frequentemente atacada por piratas e corsários. Sobre a porta de entrada foi esculpida a data de 1632, que provavelmente deve ser uma referência ao ano em que foram terminados os trabalhos de reconstrução, durante o mandato de D. Luís de Sousa como governador do Algarve.

### Séculos XVIII e XIX
O forte foi muito atingido pelo Sismo de 1755, tendo Silva Lopes referido na sua obra Corografia do Algarve que «A fortaleza da Baleeira ficou raza, e na de Beliche, que fica ¼ de leg. a O., abrio a ermida e os quarteis, padecendo menos os muros». Após aquela data, foi progressivamente deixada ao abandono, embora em 1797 ainda tivesse uma guarnição composta por doze soldados, comandados por um cabo. A partir de 1821 começou-se a acentuar a sua situação de ruína, passando a ser utilizado como alojamento pelos pescadores da armação. Voltou a ter funções militares durante a Guerra Civil Portuguesa, entre 1832 e 1834, e em 1849 foi vendido a particulares.

### Séculos XX e XXI

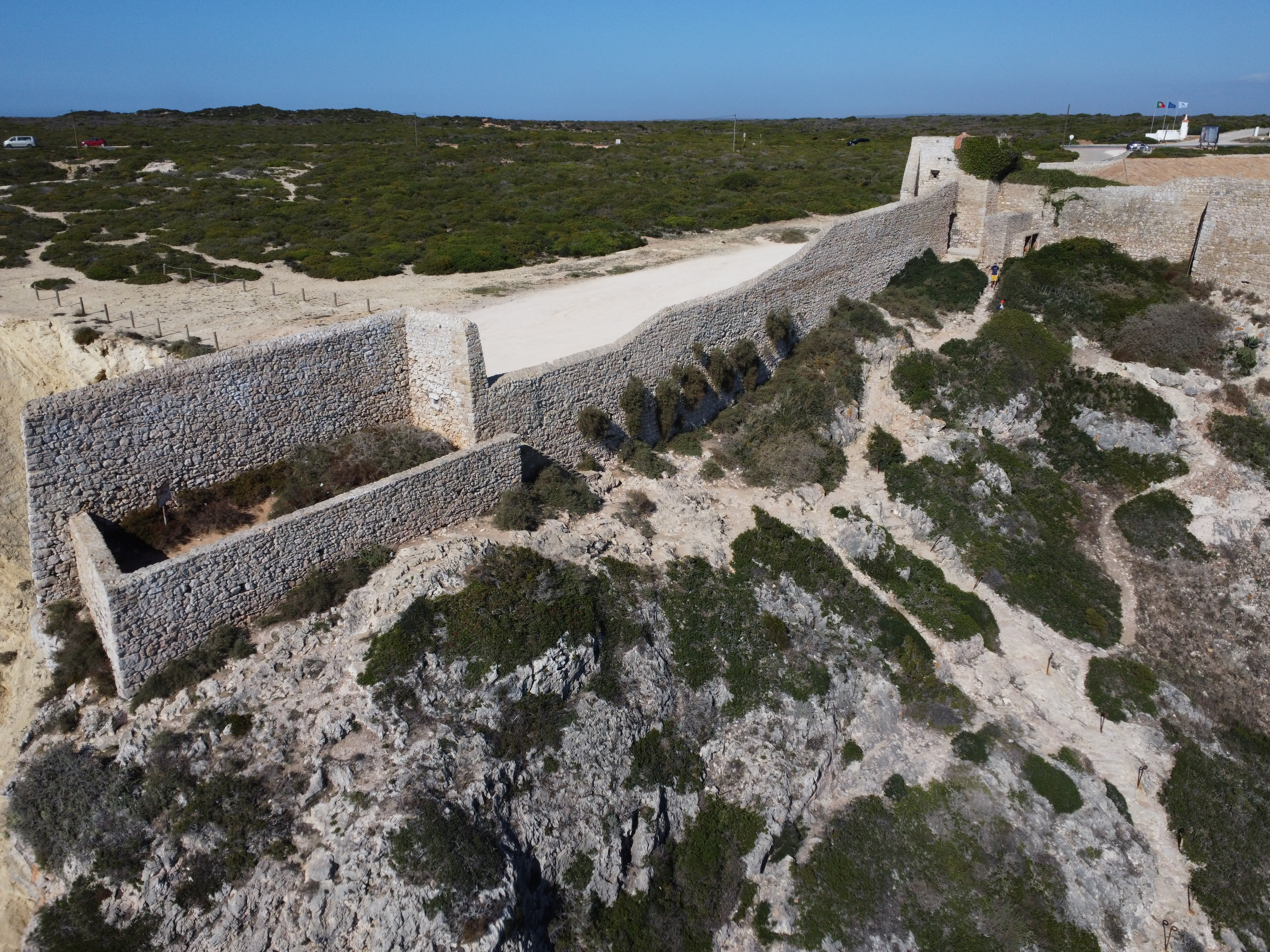
Fotografia aérea da fortaleza, na qual a muralha é visível.

Em 1940 passou a ser propriedade do Ministério das Finanças, e em 1957 foi classificada como Imóvel de Interesse Público, pelo decreto n.º 41:191, de 18 de Julho, com o nome de Fortaleza de Belixe (ruínas). Por volta de 1960 foi transformada numa pousada, com a instalação de várias estruturas de apoio às novas funções, incluindo o restaurante e uma casa de chá. Foram igualmente implantados espaços verdes no seu interior, e feitas obras de reconstrução, que incidiram sobre as muralhas e a capela. Nos princípios da década de 1960, a casa de chá funcionava durante a época estival. Segundo a tradição popular, era local de repouso habitual por parte do ditador António de Oliveira Salazar. Sofreu alguns danos com o Sismo de 1969. Em 1980, a pousada passou a fazer parte da ENATUR.
Devido à sua situação na beira da falésia, o imóvel apresenta um risco elevado aos efeitos da erosão marítima, principalmente o edifício da capela, situação que tem sido acompanhada desde a década de 1990, com a elaboração de estudos por parte da Universidade do Algarve e do Laboratório Nacional de Engenharia Civil. Uma das opções apontadas foi a relocalização da capela. Em 1988, o Instituto Português do Património Arquitectónico determinou que o retábulo da capela deveria ser transportado para a Igreja de Nossa Senhora da Graça, na Fortaleza de Sagres, processo que foi feito em 1997. Uma das soluções que foram propostas para a conservação da capela foi a sua relocalização. Por volta de 2000, o IPPAR, a ENATUR e o Instituto de Conservação da Natureza assinaram um acordo de cooperação para o restauro da fortaleza. Chegou a ser feito um plano de obras, dirigido pelo IPPAR, que apontava várias soluções, uma das quais era a consolidação do topo da arriba, num valor aproximado de 280 mil Euros, mas caso fosse aplicado o betão, o investimento subiria para os 1,6 milhões de Euros. Porém, os especialistas alertaram que mesmo a estrutura do betão não iria ser suficientemente forte para aguentar a força das ondas, tendo igualmente avisado que a fortaleza só iria durar mais cerca de quinze anos. Devido aos elevados custos envolvidos, não se chegaram a fazer quaisquer obras, tendo continuado a deterioração das falésias por debaixo do monumento. Devido ao elevado risco de derrocada, a capela e a pousada foram encerrados, mas a escadaria que dava acesso à beira-mar continuou aberta ao público, apesar das deficientes condições de segurança, e a falta de sinalização que alertava para o perigo de queda. Com efeito, em Fevereiro de 2008 um casal de nacionalidade alemã caiu ao oceano quando estavam a tirar fotografias nesta escadaria, provocando a morte de ambos. Este acidente chamou a atenção para a falta de condições de segurança nas falésias, não só no Forte do Belixe mas também noutros pontos da costa algarvia.
Em 2011, a Câmara Municipal de Vila do Bispo assinou um acordo com o governo para que passasse a ser responsável pela gestão da Fortaleza de Belixe, durante um período de vinte anos. A autarquia tomou posse do imóvel no ano seguinte, tendo pago quatro mil Euros pelo processo. Em Agosto de 2013, foram feitas obras de beneficiação no forte. Devido ao perigo de derrocada, o forte foi encerrado ao público, embora ainda se tenham feito alguns eventos no seu interior. Um dos principais acontecimentos é o Festival de Observação de Aves e Atividades de Natureza de Sagres, que é organizado anualmente em Outubro. Em 2021, a escritora Isabel Ricardo apresentou a sua obra Os Aventureiros e os Piratas da Falésia, que envolve um grupo de jovens alojados na Fortaleza de Belixe para um festival de natureza. Em Agosto desse ano, a fortaleza albergou a exposição de artes plásticas Criações do Vento e um espectáculo audiovisual sobre arte algarvia, tendo ambos os eventos sido organizados no âmbito do programa Bezaranha. Em Julho de 2023, foi o palco de um ciclo de quatro concertos pela Orquestra Jazz do Algare, que tiveram grande sucesso.
Em 2024, a Câmara Municipal de Vila do Bispo estava a preparar a criação de uma rede de monumentos, museus e centros de interpretação, no qual seria integrada a Fortaleza de Beliche.

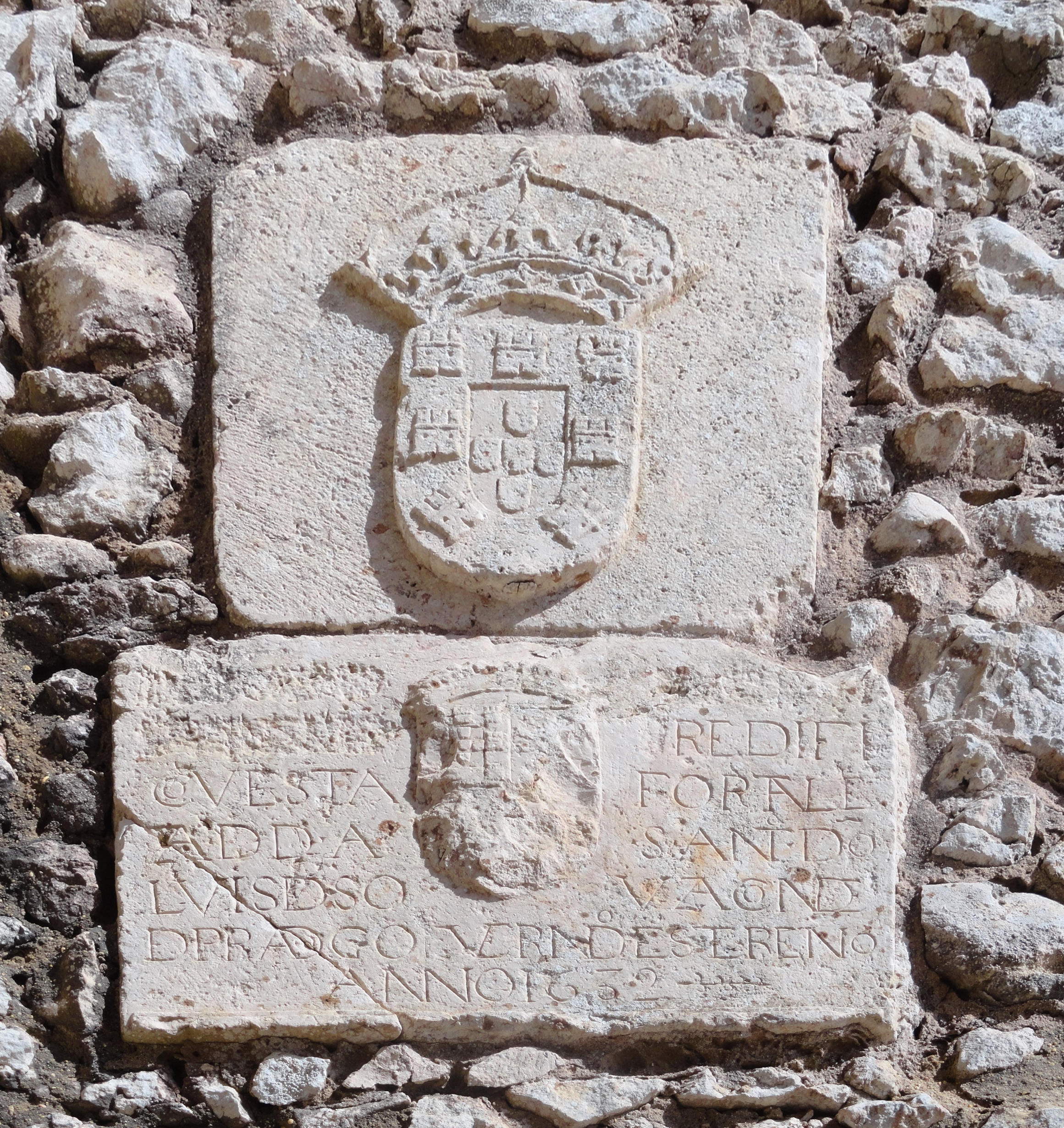
Pedra de armas na entrada da fortaleza.